# Kuriłowka (osiedle przy stacji)
Kuriłowka (ros. Куриловка) – osiedle przy stacji w Rosji, w obwodzie saratowskim, w rejonie wolskim. W 2010 liczyło 155 mieszkańców.